# Wolseley Sixteen
La Sixteen è un'autovettura di classe media prodotta dalla Wolseley dal 1933 al 1934 e dal 1936 al 1939. Dal 1938 al 1939 è stato commercializzato un modello simile, la 16/65. Tutte le serie sono state disponibili con un solo tipo di carrozzeria, berlina quattro porte.

## La prima Sixteen (1933-1934)
Nel 1933 fu lanciato il primo modello con questo nome. Sostituì la 16/45. Questa serie del modello aveva un motore a sei cilindri in linea e distribuzione monoalbero da 2.025 cm³ di cilindrata. Questo propulsore erogava 50 CV di potenza a 4.500 giri al minuto.
Il modello raggiungeva una velocità massima di 103 km/h. Questa prima Sixteen uscì di produzione nel 1934. 

## La seconda Sixteen (1936-1938)
Il secondo modello di nome Sixteen comparve nel 1936. Aveva installato un  motore a sei cilindri in linea da 2.062 cm³ di cilindrata, che erogava 67 CV di potenza. Oltre che per la cilindrata, i due propulsori differivano anche per il tipo di distribuzione. Questa serie di Sixteen raggiungeva una velocità massima di 107 km/h.

## La 16/65 (1938-1939)
La seconda serie della Sixteen fu sostituita dalla 16/65. Il passo era leggermente più corto, ma il motore era il medesimo. Il nuovo modello raggiungeva però una velocità massima superiore, 120 km/h. La produzione terminò a causa dello scoppio della seconda guerra mondiale. 